# Верховний Імператор Японії
Верховний Імператор Японії (яп. 太上天皇, だいじょうてんのう / だじょうてんのう, дайдзьо-тенно / дайсьо-тенно) — титул Імператора Японії, що зрікся трону й вийшов у відставку. Скорочена назва: Верховний Імператор (яп. 上皇, じょうこう, дзьоко). Часто перекладається європейськими мовами як екс-Імператор Японії.

## Титул
Титул Верховного Імператора має китайське походження. Китайський Син Неба, який йшов у відставку зі свого посту, називався тайшан-хуан — «Верховний господар» або тайшан-хуанді — «Верховний імператор»
У Японії титул Верховного Імператора був використаний у 7 столітті, за правління Імператора-жінки Суйко. Від того часу його отримували 62 особи. 
У середньовічних японських джерелах Верховний Імператор Японії часто називається Імператором-затворником (院, いん, ін). Ця назва походить від японської назви садиби або павільйону (院, いん, ін), в якому мешкав відставний монарх зі своєю прислугою, відсторонившись від великої політики. Верховних Імператорів продовжували називати «затворниками» навіть після 1086 року, коли екс-Імператор Сіракава порушив традицію і став активно втручатися у державні справи з метою послабити придворну аристократію і посилити контроль Імператорського дому над країною. Стан, втручання Верховних Імператорів Японії у політику тривав до 1840 року і отримав у японській історіографії назву «правління Імператорів-самітників» — інсей. Зазвичай, відставні монархи приймали постриг буддистського монаха і називалися Імператорами-ченцями (法皇, ほうおう, хоо).
Останнім Верховним Імператором був призначений Імператор Кокаку, який передав свій пост Імператора у 1817 своєму наступнику. У середині 19 столітті титул Верховного Імператора був скасований.

### Синоніми титулу
| Кандзі | Транскрипція   | Переклад             |
| ------ | -------------- | -------------------- |
| 下居帝 | おりいのみかど | Відставний Імператор |
| 院     | いん           | Імператор-затворник  |
| 法皇   | ほうおう       | Імператор-чернець    |
| 仙洞   | せんとう       | Імператор-печерник   |

## Список
| Верховні Імператори     | Верховні Імператори | Верховні Імператори  | Правління Верховних Імператорів | Правління Верховних Імператорів |
| Ім'я                    | Зречення            | Отримання титулу     | Початок                         | Кінець                          |
| ----------------------- | ------------------- | -------------------- | ------------------------------- | ------------------------------- |
| Імператор Саймей        | 12 липня 645        |                      |                                 |                                 |
| Імператор Дзіто         | 22 серпня 697       | 22 серпня 697        |                                 |                                 |
| Імператриця Ґеммей      | жовтень 715         | жовтень 715          |                                 |                                 |
| Імператор Ґенсьо        | березень 724        | березень 724         |                                 |                                 |
| Імператор Сьому         | 19 серпня 749       | 19 серпня 749        |                                 |                                 |
| Імператор Кокен         | 7 вересня 758       | 7 вересня 758        |                                 |                                 |
| Імператор Конін         | травень 781         | травень 781          |                                 |                                 |
| Імператор Хейдзьо       | 8 травня 809        | 8 травня 809         |                                 |                                 |
| Імператор Саґа          | 29 травня 823       | 29 травня 823        |                                 |                                 |
| Імператор Дзюнна        | 22 березня 833      | 22 березня 833       |                                 |                                 |
| Імператор Сейва         | 18 грудня 876       | після 18 грудня 876  |                                 |                                 |
| Імператор Йодзей        | 4 березня 884       | 4 березня 884        |                                 |                                 |
| Імператор Уда           | 4 серпня 897        | 4 серпня 897         |                                 |                                 |
| Імператор Судзаку       | 23 травня 946       | 29 травня 946        |                                 |                                 |
| Імператор Рейдзей       | 27 вересня 969      | 9 жовтня 969         |                                 |                                 |
| Імператор Ен'ю          | 24 вересня 984      | 6 жовтня 984         |                                 |                                 |
| Імператор Кадзан        | 31 липня 987        | 1 серпня 987         |                                 |                                 |
| Імператор Ітідзьо       | 6 липня 1011        | 11 липня 1011        |                                 |                                 |
| Імператор Сандзьо       | 10 березня 1016     | 5 квітня 1016        |                                 |                                 |
| принц Ко-Ітідзьо        | 1 вересня 1018      | після 1 вересня 1018 |                                 |                                 |
| Імператор Ґо-Ітідзьо    | 15 травня 1036      | 15 травня 1036       |                                 |                                 |
| Імператор Ґо-Судзаку    | 5 лютого 1045       | 5 лютого 1045        |                                 |                                 |
| Імператор Ґо-Сандзьо    | 18 січня 1073       | 18 січня 1073        |                                 |                                 |
| Імператор Сіракава      | 3 січня 1087        | 9 січня 1087         | 3 січня 1087                    | 24 липня 1129                   |
| Імператор Тоба          | 25 лютого 1123      | 1 березня 1123       | 24 липня 1129                   | 20 липня 1156                   |
| Імператор Сутоку        | 5 січня 1141        | 5 січня 1141         |                                 |                                 |
| Імператор Ґо-Сіракава   | 5 вересня 1158      | 5 вересня 1158       | 5 вересня 1158                  | 20 грудня 1179                  |
| Імператор Ґо-Сіракава   | 5 вересня 1158      | 5 вересня 1158       | 2 лютого 1181 (вдруге)          | 26 квітня 1192                  |
| Імператор Нідзьо        | 3 серпня 1165       | 7 серпня 1165        |                                 |                                 |
| Імператор Рокудзьо      | 30 березня 1168     | 8 квітня 1168        |                                 |                                 |
| Імператор Такакура      | 18 березня 1180     | 24 березня 1180      | 24 липня 1129                   | 20 липня 1156                   |
| Імператор Ґо-Тоба       | 18 лютого 1198      | 27 лютого 1198       | 24 лютого 1198                  | 10 липня 1221                   |
| Імператор Цутімікадо    | 12 грудня 1210      | 22 грудня 1210       |                                 |                                 |
| Імператор Дзюнтоку      | 13 травня 1221      | 16 травня 1221       |                                 |                                 |
| Імператор Тюкьо         | 29 липня 1221       | не отримав           |                                 |                                 |
| принц Ґо-Такакура       | не зрікався         | 3 вересня 1221       |                                 |                                 |
| Імператор Ґо-Хорікава   | 17 листопада 1232   | 20 листопада 1232    |                                 |                                 |
| Імператор Ґо-Саґа       | 16 лютого 1246      | 22 лютого 1246       |                                 |                                 |
| Імператор Ґо-Фукаса     | 9 січня 1260        | після 9 січня 1260   |                                 |                                 |
| Імператор Камеяма       | 6 березня 1274      | 11 березня 1274      |                                 |                                 |
| Імператор Ґо-Уда        | 27 листопада 1287   | 21 грудня 1287       |                                 |                                 |
| Імператор Фусімі        | 30 серпня 1298      | 9 вересня 1298       |                                 |                                 |
| Імператор Ґо-Фусімі     | 2 березня 1301      | 9 березня 1301       |                                 |                                 |
| Імператор Ханадзоно     | 29 березня 1318     | 11 квітня 1318       |                                 |                                 |
| Південна династія       |                     |                      |                                 |                                 |
| Імператор Коґон         | 7 липня 1333        | 26 січня 1334        |                                 |                                 |
| Імператор Суко          | 26 листопада 1351   | 17 грудня 1351       |                                 |                                 |
| Імператор Тьокей        | жовтень 1383        | жовтень 1383         |                                 |                                 |
| Північна династія       |                     |                      |                                 |                                 |
| Імператор Ґо-Дайґо      | 1331                | 1331                 |                                 |                                 |
| Імператор Ґо-Дайґо      | 5 грудня 1336       | 5 грудня 1336        |                                 |                                 |
| Імператор Комьо         | 18 листопада 1348   | 16 грудня 1348       |                                 |                                 |
| Імператор Ґо-Коґон      | 9 квітня 1371       | 21 квітня 1371       |                                 |                                 |
| Імператор Ґо-Ен'ю       | 24 травня 1382      | 7 червня 1382        |                                 |                                 |
| Об'єднання династій     |                     |                      |                                 |                                 |
| Імператор Ґо-Камеяма    | 19 листопада 1392   | 19 листопада 1392    |                                 |                                 |
| Імператор Ґо-Комацу     | 5 жовтня 1412       | 5 жовтня 1412        |                                 |                                 |
| принц Ґо-Сутоку         | не зрікався         | 3 січня 1448         |                                 |                                 |
| Імператор Ґо-Ханадзоно  | 31 серпня 1464      | 31 серпня 1464       |                                 |                                 |
| Імператор Оґіматі       | 17 грудня 1586      | 17 грудня 1586       |                                 |                                 |
| принц Йоко              | не зрікався         | перед 1588           |                                 |                                 |
| Імператор Ґо-Йодзей     | 9 травня 1611       | 19 травня 1611       |                                 |                                 |
| Імператор Ґо-Мідзуноо   | 22 грудня 1629      | 22 грудня 1629       |                                 |                                 |
| Імператор Сьомей        | 14 листопада 1643   | 23 листопада 1643    |                                 |                                 |
| Імператор Ґо-Сай        | 5 березня 1663      | 12 березня 1663      |                                 |                                 |
| Імператор Рейґен        | 2 травня 1687       | 6 травня 1687        |                                 |                                 |
| Імператор Хіґасіяма     | 27 липня 1709       | 30 липня 1709        |                                 |                                 |
| Імператор Накамікадо    | 13 квітня 1735      | 15 квітня 1735       |                                 |                                 |
| Імператор Накамікадо    | 9 червня 1747       | 14 червня 1747       |                                 |                                 |
| Імператор Сакураматі    | 9 червня 1747       | 14 червня 1747       |                                 |                                 |
| Імператор Ґо-Сакураматі | 9 січня 1771        | 10 січня 1771        |                                 |                                 |
| Імператор Кокаку        | 7 травня 1817       | 9 травня 1817        |                                 |                                 |
| Імператор Кьокон        | не зрікався         | 19 березня 1884      |                                 |                                 |
| Імператор Акіхіто       | 30 квітня 2019      | 30 квітня 2019       |                                 |                                 |